# Едукативно-информативни центар НП Тара
Едукативно-информативни центар НП Тара се налази у преуређеној старој лугарници на петом километру пута од Калуђерских Бара према Митровцу у месту Рачанска Шљивовица, на планини Тари.
После реновирања пуштен је у рад 2007. године, по пројекту архитекте Дамјана Злопорубовића. Представља приземну грађевину рађену у планинском стилу, на два нивоа. Са чеоне стране је трем са шест стубова, са двоводним кровом од дрвеног материјала. Са бочне стране дограђен је мањи трем, покривен шиндром. Широке кровне површине разбијене су прозорима из којих допире дневна светлост у собе у поткровљу. Објекат са корисним простором око 200 m² опремљен је вишенаменским просторијама са четири апартмана и 14 лежајева.
У центру се одржавају летњи и зимски кампови за младе, намењен је и медијима и извештачима, а у слободнимтерминима прима мање групе туриста.